# Thouvenotiana ichneumona
Thouvenotiana ichneumona är en skalbaggsart som beskrevs av Peñaherrera och Tavakilian 2003. Thouvenotiana ichneumona ingår i släktet Thouvenotiana och familjen långhorningar. Inga underarter finns listade i Catalogue of Life.